# 洛普尚卡河
洛普尚卡河（烏克蘭語：Лопушанка），是烏克蘭的河流，位於該國西部捷爾諾波爾州，屬於塞雷特河的右支流，發源自洛普沙尼，流經捷尔诺波尔区，河道全長20公里。